# Tadeusz M. Płużański
Tadeusz Marek Płużański (ur. 21 marca 1971 w Warszawie) – polski dziennikarz, historyk i publicysta.

## Życiorys
Syn prof. Tadeusza Płużańskiego. Studiował w Instytucie Historycznym Uniwersytetu Warszawskiego.
W Światowym Związku Żołnierzy Armii Krajowej redagował do 2012 „Biuletyn Informacyjny ŚZŻAK”. Publikował m.in. w „Biuletynie Informacyjnym” ŚZŻAK oraz w prawicowej prasie: „Najwyższym Czasie!”, „Naszej Polsce”, „Uważam Rze”, „W sieci”, „Do Rzeczy”, „Tygodniku Solidarność”, „Gazecie Polskiej Codziennie” i „Gazecie Polskiej”. Objął funkcję szefa działu opinie w „Super Expressie”.
W 2013 został prezesem Fundacji „Łączka”, sprawującą opiekę i działalność wspierającą wobec Kwatery na Łączce. Zasiadł w Radzie Fundacji Reduta Dobrego Imienia – Polska Liga przeciw Zniesławieniom oraz radzie programowej Fundacji im. Janusza Kurtyki. Został stałym komentatorem Telewizji Republika.
W listopadzie 2016 stanął na czele, powołanego wraz z Tomaszem Panfilem i publicystą Leszkiem Żebrowskim, Społecznego Trybunału Narodowego, który ogłosił infamię dla Bolesława Bieruta, Stefana Michnika, Władysława Gomułki i Zbigniewa Domino.
3 lipca 2017 objął stanowisko szefa redakcji reportażu i publicystyki w TVP Info. Z tego stanowiska 18 czerwca 2018 został zwolniony i przeniesiony do TVP Historia.

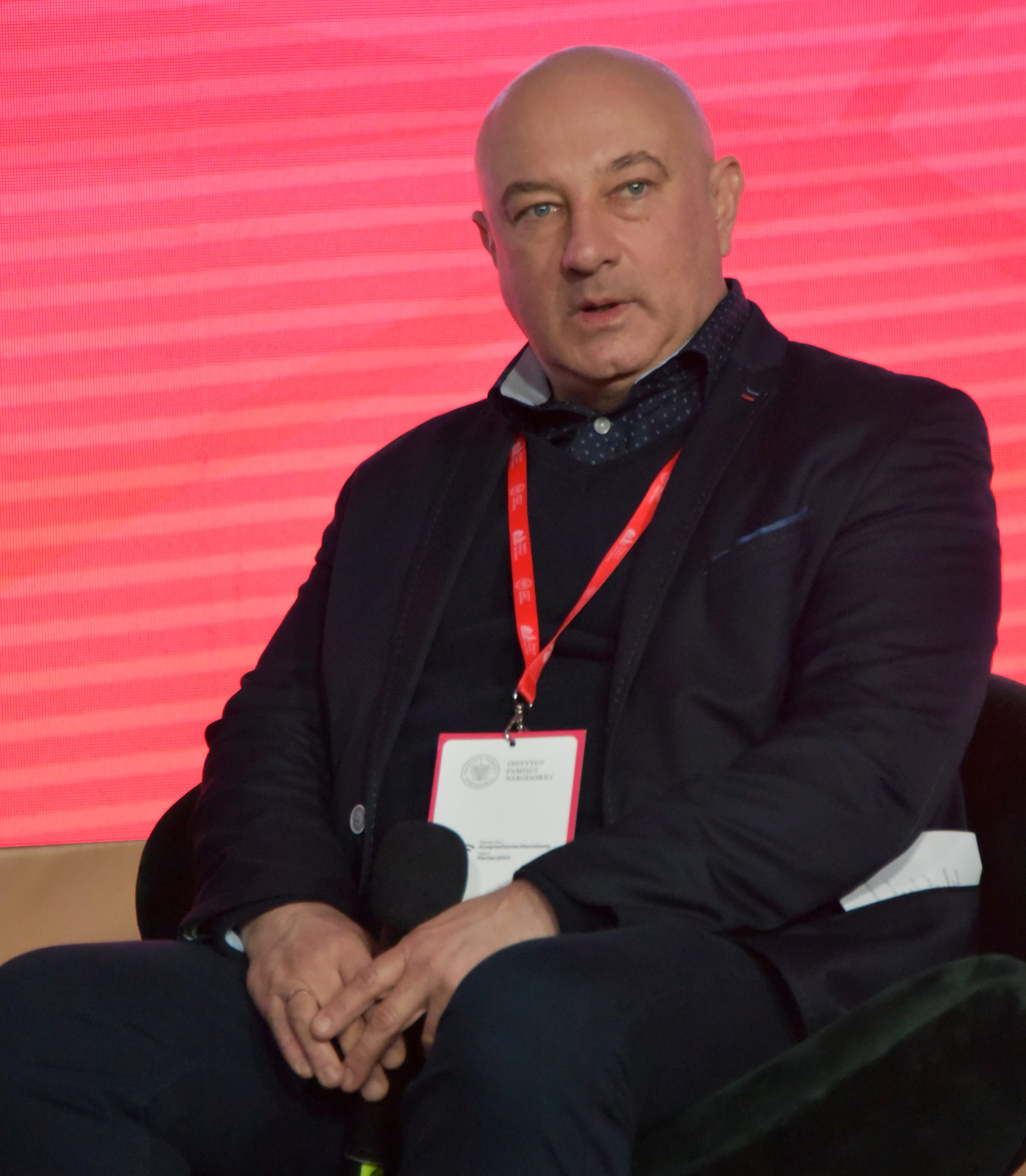
Tadeusz Płużański na Kongresie Pamięci Narodowej (2023)

## Publikacje
- Bestie. Mordercy Polaków, Warszawa: 3S Media, 2011; wyd. 2, Warszawa: 3S Media, 2012, ISBN 978-83-61935-16-2.
- Oprawcy. Zbrodnie bez kary, Warszawa 2012, wyd. Capital s.c., wyd 1, ISBN 7768-2772-01.
- Bestie 2, Warszawa 2013, wyd. 2 Kolory, ISBN 978-83-936533-0-0.
- Lista oprawców, Warszawa 2014, wyd. Fronda[13]
- Moje spotkania z bestiami, Warszawa 2014, wyd. 2 Kolory, ISBN 978-83-64649-06-6.
- Rotmistrz Pilecki i jego oprawcy, Warszawa 2015, wyd. Fronda, ISBN 978-83-8079-006-3.
- Obława na Wyklętych. Polowanie bezpieki na Żołnierzy Niezłomnych, Warszawa 2017, wyd. Replika, ISBN 978-83-7674-596-1.

## Nagrody, odznaczenia i wyróżnienia
- „Joseph Conrad-Korzeniowski Literature Medal” (2014, przyznana przez Instytut Józefa Piłsudskiego w Ameryce)[14][15]
- Nagroda im. Jacka Maziarskiego (2015)[16]
- Krzyż Kawalerski Orderu Odrodzenia Polski (nadany przez prezydenta RP Andrzeja Dudę w 2016)[17][18]
- Złoty BohaterOn (2019)[19]